# Roger Dambron
Pour les articles homonymes, voir Dambron (homonymie).
Roger Dambron né le 5 février 1921 à Étaples et mort le 7 juillet 2017 à Strasbourg,, est un inventeur français. Il est aussi écrivain, compositeur, antiquaire et ambulancier.
Il est le précurseur et le père du « portrait-robot », utilisé par la police judiciaire, qui en reprenant l'invention, l'a développée par la suite pour ses propres besoins.
Métreur de son métier, il développa plusieurs inventions entre 1950 et 1990.

## Du photo-robot au portrait-robot
Roger Dambron obtient une médaille de bronze au Concours Lépine pour son invention du photo-robot en juin 1952,, jeu qu'il crée pendant son séjour en maison de cure pour se distraire en 1950, et pour offrir en cadeau à ses enfants. 
Cette invention a pour but de découper des morceaux de photos, (le nez, les yeux, la bouche, etc.), les mélanger et de créer de nouveaux visages. 
En faisant des essais pour adapter son projet, Roger Dambron réalise que la plus grande difficulté est de trouver des photos prises à la même distance et sous le même angle. Puis, il se rend compte que par projection des négatifs, on peut rectifier un peu ce problème. Pour ce faire, il achète quatre agrandisseurs photographiques.
Pour perfectionner l'invention, il demande à une cinquantaine d'Étaplois de se faire photographier chez Fernand Gambier à Étaples-sur-Mer (Pas-de-Calais), qui participe gracieusement à cette expérience.  
Roger Dambron réussit de cette façon à constituer une mallette comportant 2000 morceaux de visages, comprenant les photos des habitants d'Étaples-sur-Mer qui ont participé à l'élaboration de cette invention en donnant généreusement leurs portraits. 
Cette invention concerne la représentation de types extrêmement variés de portraits au moyen de huit éléments indépendants (cheveux, front, nez, bouche, menton, yeux, sourcils, oreilles). Chacun de ses éléments représentés en creux ou en relief, en positif ou en négatif correspond à une partie d'un portrait. 
L'ensemble des éléments étant groupé par catégorie, chaque catégorie comprenant un grand nombre d'éléments interchangeables de formes différentes d'une même partie d'un portrait. Avec cinq têtes différentes, ayant les organes également différents, on peut composer 78 à 125 visages différents.
Selon les témoignages de l'époque, Roger Dambron arrivait avec des détails, à établir le portrait fort ressemblant de la personne recherchée.
Roger Dambron fait la demande du dépôt du brevet le 22 janvier 1952 à Paris. Le brevet est délivré le 2 septembre 1953. 
En 1956, il dépose un avenant au brevet. Les visages ne sont plus découpés en 8 mais en 12.
Le 13 février 1956, sur la demande de dépôt au greffe du tribunal de Montreuil, il est précisé le mot « photo-robot ».
Son invention du photo-robot était initialement un jeu prévu pour les enfants, mais dans le descriptif de l'invention, il est précisé qu'elle est susceptible d'applications nombreuses non décrites dans le document. 
Dans le descriptif du brevet, pour assembler les éléments, le mode d'emploi est le suivant :
1. Utiliser simplement une feuille
2. Utiliser un pochoir ou un négatif
3. Faire un jeu en puzzle, dans ce cas les éléments sont peints, dessinés ou imprimés sur le puzzle
4. Faire un jeu de cubes, chaque face est une forme différente d'une même partie de la tête
5. Faire des clichés imprimés en caoutchouc, chaque cliché représentant une partie de la tête
6. Avec une forme de tête faite en pâte à modeler, on peut placer ces éléments qui deviennent en relief
7. Les éléments peuvent être transparents ou opaques et placés sur un support transparent, de façon à faire une pellicule placée dans un projecteur pour donner des projections lumineuses.

En fait, Roger Dambron prévoyait que son invention puisse être utilisé de multiples façons. À la remise des récompenses du concours Lépine en juin 1952, le jeune inventeur discute avec le préfet de police Baylot « Votre procédé peut être d'un intérêt capital pour nous ». Il lui conseille d'écrire à ses services, ce qui sera fait en juillet 1952. Lorsque deux inspecteurs de Paris viennent examiner le jeu, ils considèrent que son système n'est pas utilisable tel quel car il faut beaucoup plus de photos anthropométriques, qu'ils vont lui en envoyer.
L'application de ce procédé au domaine criminel est mise en pratique fin 1955 dans l'affaire Robert Avril, par la police judiciaire . Le terme «  photo-robot »  est légèrement modifié et appelé « portrait-robot » , ce qui permet d'arrêter 8 jours plus tard l'assassin de cette jeune touriste anglaise qui était recherché depuis 5 mois.
Lorsque l'on interroge le commissaire divisionnaire Chabot, chef du service régional de la police judiciaire à Lille, à la suite de son portrait-robot de l'assassin, un journaliste lui parle de Roger Dambron et de son invention. Les deux hommes se rencontrent et ont le même point de vue concernant la création d'une photo par projection de négatif avec des caches, ce qui rend le portrait plus net que par découpage.
Le commissaire divisionnaire Chabot a rappelé à juste titre que cette nouvelle technique a joué un rôle important dans l'affaire Robert Avril et notamment dans la délimitation des recherches : « Je ne pense pas, a-t-il ajouté, malgré ces deux succès, que la technique du photo-robot, n'est pas susceptible d'être améliorée. »
L'inspecteur Émilien Paris a utilisé et adapté l'invention pour la police en introduisant le dessin, afin d'homogénéiser les différents éléments de visage. Il apporte quelques améliorations à cette invention en y ajoutant des éléments tels que des photos supplémentaires, accessoires.. et l'appelle le « système Paris ».
Actuellement, il existe des logiciels capables d'informatiser la création d'un portrait-robot en utilisant les différents éléments du visage, en fonction des indications données par les victimes ou les témoins. 
La photo-robot fait partie des inventions révolutionnaires de notre siècle, ensuite reprises par la majeure partie des polices judiciaires du monde entier.
Celle-ci est utilisée pour la première fois avec succès en fin 1955, lors de l'enquête sur le meurtre d'Eugénie Bertrant, dont le cadavre est découvert dans un terrain vague, à proximité de l'hippodrome lyonnais.

Une photographie reconstituant les traits du suspect est diffusée auprès des services de police français et étrangers, sans résultat. Huit jours plus tard, la diffusion de cette photo est étendue à la presse. C'est alors que deux témoins confient aux enquêteurs que la photo leur rappelle les traits d'un commerçant lyonnais. Celui-ci, interrogé, est confondu.

## Les enfants parlent de Roger Dambron
En 2017, la classe de CM2 de l'école Jean Moulin de Noyelles-sous-Lens participe comme chaque année au Défi 62, mettant en compétition différentes écoles du département du Pas-de-Calais.
Ce Défi a pour but de promouvoir auprès des enfants le patrimoine culturel et les personnages issus de la région.
Sous la direction de leur professeur d'école M. Marc Leclercq, les enfants ont choisi Roger Dambron comme personnage. Pendant de longs mois, ils ont fait de nombreuses recherches, soutenus par l'inventeur lui-même qui leur a fourni des documents et coupures de presse. Grâce à leur travail et à l'enthousiasme de leur professeur, ils ont gagné le Défi 62 récompensé par le département.
Roger Dambron a estimé que leur article est le plus complet, synthétique et juste, de ceux qui lui ont été consacrés depuis 1956. Il a été touché par le fait que ce soit des enfants  originaires de sa région qui s'intéressent à lui et son invention de son vivant.

## Les autres inventions de Roger Dambron
- 1953 Le jeu de l'oie du code de la route
- 1953 Signaux code de la route
- 1953 Le loto code
- 1957 Antenne télé
- 1958 Moulin électrique diététique
- 1959 Presse à cintrer
- 1959 Biblerouge
- 1960 Radeau à hélice
- 1960 Route électrique
- 1972 Radar (co-inventeur M. Meyer)
- 1990 Jeu de cuisine

## Publications
Roger Dambron est également auteur.
- Vaincre la tuberculose, (Traitement, conseils, médicaments) - 1953 - sous le pseudonyme Roger Dax
- Autobiographie : C'est moi
- Autobiographie : Je veux mourir
- Autobiographie : Histoire de notre famille
- Autobiographie : Ma vie intellectuelle
- Autobiographie : Ma geguerre à moi
- Biographie sur l'épouse de Roger Dambron : Margot
- Biographie sur le grand-père de Roger Dambron : Au-delà des temps
- Roman d'amour : Il est mort mon amour
- Roman d'amour : José
- Roman policier : Ce cri
- Roman policier : La mort à la clé
- Roman d'aventure: Le prince du soleil
- Roman réaliste : J'étais Tuberculeux
- Roman d'amour : Mes 7 femmes et leurs amours
- Fiction : Avant
- Roman d'amour : Mi Mélina - 2016 (Format Kindle)
- Témoignage : "Le Sanatorium" - 1951 - publié le 17 juin 2017 - reportage au jour le jour de l'expérience de Roger Dambron dans un Sanatorium pour tuberculeux en 1950 -1951. ( Lors de ce séjour, il a créé son invention du photo-robot).

### Poèmes
- La chambre
- Mes amis
- Premier bal
- Coup de foudre
- La nuit baigne les roses
- Souvenir
- Nounours

## Hommage

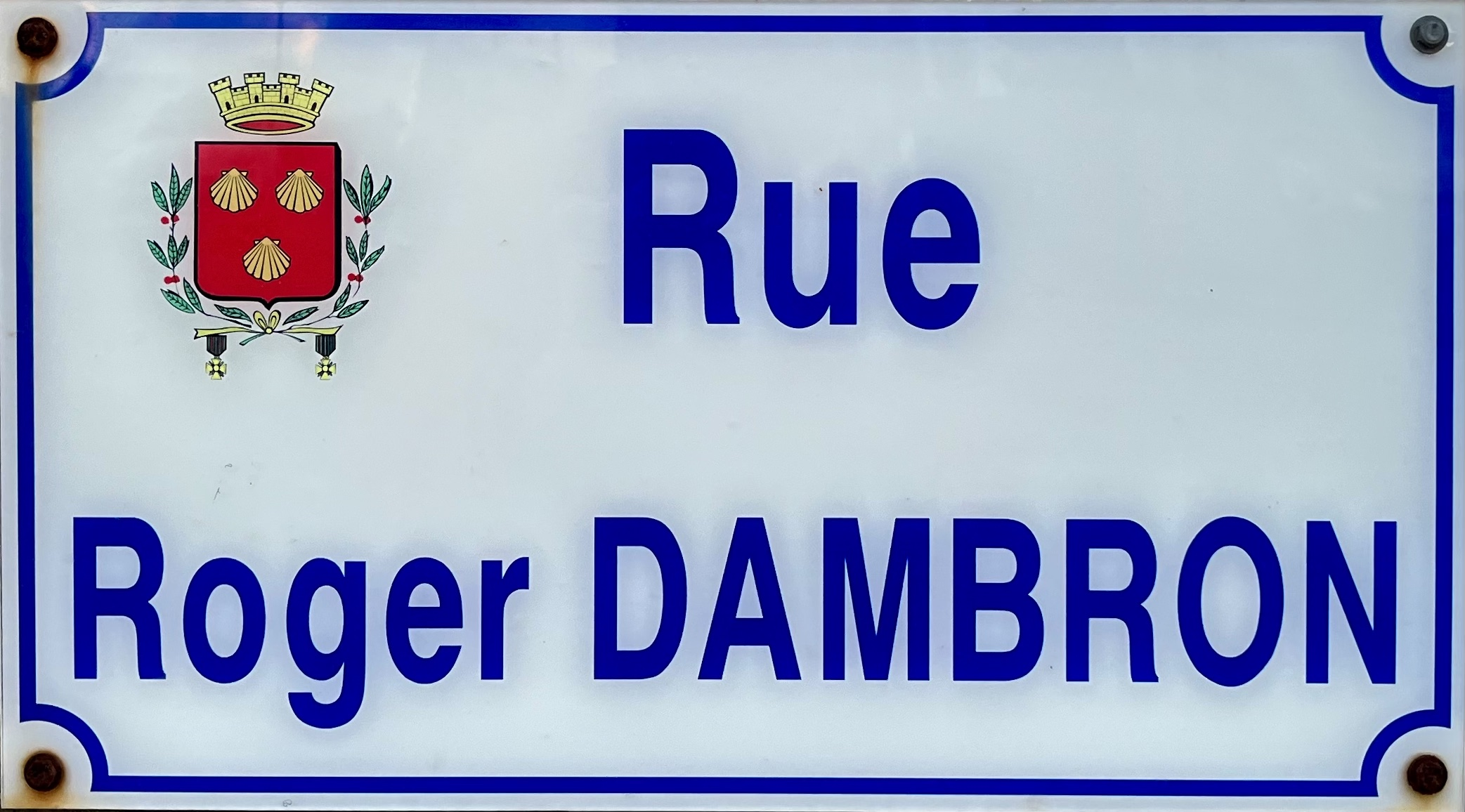

La municipalité d'Étaples lui rend hommage en donnant son nom à une voie de la commune, la rue Roger-Dambron.